# Кирк, Лиам
Лиам Кирк (англ. Liam Kirk; род. 3 января 2000, Молтби, Йоркшир и Хамбер) — британский хоккеист. Нападающий клуба «Айсберен Берлин». На драфте НХЛ 2018 года был выбран под общим 189-м номером. Кирк начал свою профессиональную карьеру в клубе «Шеффилд Стилерс» из британской элитной хоккейной лиги.

## Карьера
Родился в небольшом шахтёрском городе Малтби. Кирк впервые увлёкся хоккеем тогда, когда его родители повели на хоккейный матч своего будущего клуба «Шеффилд Стилерс».

### Северная Америка
Он стал первых хоккеистом из Англии, который родился и начал свою карьеру у себя на Родине, а не в Америке. Лиам был выбран под общим 8-м номером в канадской хоккейной лиге клубом «Питерборо Питс», в котором сейчас выступает.

### Международная карьера
Кирк выступает за основную сборную Великобритании, а также за молодёжную команду этой страны. В 2018 году он дебютировал за основную сборную на чемпионате мира первого дивизиона и помог впервые за 24 года подняться в высший дивизион чемпионата мира. На дебютном чемпионате мира он сыграл 5 матчей, не набрав ни одного очка.

## Статистика
| Легенда | Легенда                    | Легенда | Легенда                   | Легенда | Легенда    |
| ------- | -------------------------- | ------- | ------------------------- | ------- | ---------- |
| И       | Количество проведённых игр | Штр     | Штрафное время            | +/−     | Плюс-минус |
| Г       | Голы                       | П       | Голевые передачи          | О       | Очки       |
| -       | Статистика неизвестна      | —       | Статистика не учитывалась |         |            |